# Вейник ложнотростниковый
Ве́йник ложнотростнико́вый, или Вейник камышеви́дный (лат. Calamagróstis pseudophragmítes), — вид травянистых растений рода Вейник (Calamagrostis) семейства Злаки (Poaceae).

## Ботаническое описание
Многолетние травянистые растения. Корневище длинное, с побегами. Стебли гладкие (также и в соцветии), 35—90 см высотой и 1,5—2,5 мм толщиной. Листья серовато-зелёные, вдоль свёрнутые, реже почти плоские и тогда имеющие 3—6 мм ширины; они обыкновенно на обоих сторонах густо усажены по жилкам очень мелкими шипиками, а по краям более крупными; влагалища их гладкие. Язычок длинный, обыкновенно на верхушке расщеплённый, 4—9 мм длиной.
Метёлка довольно густая, узкая, во время цветения несколько расширенная, 8—20 см длиной и 2—5 см шириной; ветви её, преимущественно на концах, довольно густо усажены короткими тонкими шипиками. Колоски буровато-фиолетовые, при плодах буровато-соломенного цвета. Колосковые чешуйки ланцетовидные, постепенно суженные в длинное вдоль сложенное шиловидное, слегка изогнутое заострение, которое или одинаковой длины, или же превышает в 1½, реже почти в 2 раза более широкую нижнюю часть чешуйки; они неравные: нижняя, по килю шероховатая и имеющая 5—7,5 мм длины, на ¼—⅓ своей длины, превышает верхнюю. Осевого стерженька нет. Волоски при основании цветка длинные (5—5,5 мм длиной), немного короче, реже почти равны нижней колосковой чешуйке и в 1½, реже в 2 раза длиннее наружной прицветной. Прицветные чешуйки тонкие и нежные, из них наружная продолговато-яйцевидная, с 3, редко 5 жилками, 3—З¼ мм длиной, на верхушке 3-зубчатая, средний зубец более длинный и переходит в прямую тонкую ость 1,5—2 мм длиной. Внутренняя прицветная чешуйка почти вдвое короче наружной. Зерновка продолговато-овальная, 1,5 мм длиной и 0,5 мм шириной. 2n=28.

## Распространение и экология
Евразия. Обитает на песчаных и галечниковых берегах рек и по речным островам, в береговых кустах, на каменистых склонах и осыпях.